# Elizabeth av Rhuddlan
Elizabeth av Rhuddlan, född i augusti 1281 på slottet Rhuddlan i Wales, död 5 maj 1316, var en grevinna av Holland, dotter till Edvard I av England och Eleanora av Kastilien och gift med greve Johan I av Holland.

## Biografi
Elizabeth sändes bort från sina föräldrars bostad i Wales efter födseln och uppfostrades vid sitt eget hov: hon och hennes bror träffade föräldrarna vid högtiderna. År 1284 förlovades hon med Johan I av Holland. Johan levde vid det engelska hovet från 1290 till 1296.
Elizabeth gifte sig med den trettonårige Johan I av Holland den 8 januari 1297 i Ipswich i närvaro av engelska dignitärer och representanter från Zeeland och Holland. Därefter reste de till Holland. Elizabeth var under år 1299 inblandad i intrigerna kring Wolfert Borsele. Paret fick inga barn, och Johan avled redan 1299. Efter hans död försökte Elizabeth utan framgång få igenom vissa ekonomiska krav om sin hemgift och morgongåva. Hon behöll titeln grevinna av Holland och Zeeland och vände år 1300 tillbaka till England.
Därefter gifte sig Elizabeth med Humphrey de Bohun, 4:e earl av Hereford och 3:e earl av Essex. De gifte sig 14 november 1302 i Westminster Abbey.
Efter år 1304 levde Elizabeth ett lugnt liv på makens slott Pleshy i Essex. Rättsmålet om hennes ekonomiska rättigheter visavi Holland fördes dock fram till hennes död.
Elizabeth dog i barnsäng 35 år gammal, och barnet, Isabel, dog några dagar senare.

## Barn
Elizabeth av Rhuddlan fick tio barn:
1. Margaret de Bohun, född i september 1303, död 1305.
2. Eleanor de Bohun, född i oktober 1304, g. m James Butler, 1:e earl av Ormonde och Thomas, Lord Dagworth.
3. Humphrey de Bohun, född 1305, dog ung)
4. John de Bohun, 5:e earl av Hereford, född 23 november 1306, död  1335).
5. Humphrey de Bohun, 6:e earl av Hereford, född 6 december 1309, död 1361.
6. Margaret de Bohun, född 3 april 1311, död 1391, g.m Hugh Courtenay, 2:e earl av Devon
7. William de Bohun, 1;e earl av Northampton, född 1312, död 1360), tvilling med Edward.
8. Edward de Bohun, född 1312, död 1334), tvilling med William.
9. Eneas de Bohun, dog efter 1322, då han omnämns i faderns testamente.
10. Isabel de Bohun, född  5 maj 1316.